# Покровка (Тюкалинский район)
Покровка — упразднённая деревня в Тюкалинском районе Омской области. Входила в состав Новокошкульского сельского поселения. Исключена из учётных данных в 2008 г.

## География
Располагалась между озёрами Наташино и Шимино, в 4,5 км к югу от деревни Соколовка.

## История
Основана в 1895 г. В 1928 году посёлок Покровка состоял из 128 хозяйств. В административном отношении являлся центром Покровского сельсовета Тюкалинского района Омского округа Сибирского края.

## Население
По переписи 1926 г. в поселке проживало 760 человек (357 мужчин и 403 женщины), основное население — русские.
Согласно результатам переписи 2002 года в деревне отсутствовало постоянное население.